# Viitasaari (ö i Norra Savolax, Inre Savolax, lat 63,03, long 26,81)
Viitasaari är en ö i Finland. Den ligger i sjön Viitajärvi och i kommunen Tervo i den ekonomiska regionen  Inre Savolax ekonomiska region  och landskapet Norra Savolax, i den centrala delen av landet, 300 km norr om huvudstaden Helsingfors. Öns area är 1,7 hektar och dess största längd är 290 meter i öst-västlig riktning.